# 岡崎建設

岡崎建設（おかざきけんせつ）は、広島県安芸高田市に本拠を置く、日本の薪ストーブメーカー、鉄工所・建設会社。「Maki式薪ストーブ」の名称で知られる、フルオーダーメイドによる鋼板製の薪ストーブの製作を行っており、特にレーザー加工技術を用いてカスタマイズするなどの特徴がみられる。

## 概要
日本では数少ない純国産薪ストーブのメーカーの一つ。元は主に鉄骨の牛舎や倉庫などを建設する鉄工所であったが、2003年から3代目で現経営者の岡崎正喜が、薪ストーブの製作を始める。ホームセンターで購入した薪ストーブの火力が弱く性能に満足できなかったことが動機であった。当初は、煙突への排気がうまくいかずに薪がすぐに燃え尽きるなどの問題があったため、薪が燃えすぎないための空気穴の調節や、熾火（おきび）でピザやパンが焼ける機能を設けるなどの試行錯誤を繰り返した結果、燃焼効率の良い高性能の薪ストーブの開発に成功。薪燃焼の際に発生する煙に含まれる微粒子、タールなどの不純物を二次燃焼させるための、クリンバーン対応機の開発及び採用。これは自作では困難といわれる方式であった。これが口コミやホームページで次第に評判になり、2013年当時には既に注文生産体制に入り、年間15台程度を製作するに至った。
薪を利用したサウナストーブの開発および設計施工も行っている。同社では、代理店などを介さず、日本全国で直接ユーザーに届け設置までを行う方式を採っている。

### 製品の特徴
- 上述の二次燃焼させるためのシステムである「クリーンバーン（CB方式）」対応機の開発・採用[3]。

- 2000年代後半頃からは、薪ストーブを暖房用としてもオーブンとしても使うヘビーユーザーからのオーブン付きストーブの注文が多くなったことに対応し[8]、同タイプの製品の開発も行っている。通常オーブンは燃焼炉の上部か下部に設けるタイプが多いが、同社製品では燃焼炉の横にオーブンを設けることで天板の温度を上がりやすくすることを可能とし、天板での煮炊きや圧力鍋の使用を可能とした。また、直火調理ができるストーブも開発した[3][5]。

- 薪ストーブの棄熱を利用してファンヒーターのように他の部屋へ暖気を送る方式の製品を開発[3]。

- 75㎜の角パイプをコの字につないだ、薪ストーブとしては最小サイズといわれる本体180×250×320mmのミニストーブの製作[9]。

- レーザー加工技術を用いてオリジナルデザインにカスタマイズされた薪ストーブの製作と、身長や利き腕、部屋のレイアウトを考慮した設計施工。同社はCNC pleasma cutting machineという機械を導入し、自社加工を行っている[6]。

- 防災グッズとアウトドアをコラボしたキャンプストーブの製作[10]。

## 山林の活用（里山再生）
安芸高田市では、里山を手入れしなくなったことを原因とするナラ枯れが広域にわたって広がっており、同社は、NPO法人里山環境サポートセンターと共同で、ナラや雑木をストーブの燃料に使うことでの里山再生を試み、安芸高田市にナラの伐採から薪への加工までの事業化を働きかけるなどの活動をしている。

## 沿革
- 昭和初期に、野鍛冶としてカマや鍬の製作を開始。大八車は特に人気が高く、遠方からも注文も多かった。当時の車輪は木を使った物がほとんどであったが、これを鉄輪で製造したため、寿命が格段に延びたという[11]。
- 大八車の時代は終焉。型鋼が出始め、C型鋼、H鋼などで建物を製作する時代を迎え、抵抗器溶接を使い、倉庫（主に農業用倉庫）、畜舎の建設へ移行。当時は木造畜舎が主流だったが、鉄骨を使う事でスパンを飛ばせる、無駄な柱を省くなど構造上有利な施工となる。鉄錆を忌避するため、鉄骨木造併用牛舎、堆肥舎を製作するようになる[11]。
- 2003年 - 3代目で現経営者の岡崎正喜が、薪ストーブの製作を始める[11]。

## メディア出演

### テレビ
- 2021年10月17日 - 『元就。』中国放送（RCCテレビ）[12]